# 泰州くん誘拐殺人事件
泰州くん誘拐殺人事件（やすくにくんゆうかいさつじんじけん）は、1984年（昭和59年）2月13日に広島県福山市で発生した身代金目的の誘拐事件である。

## 事件の概要

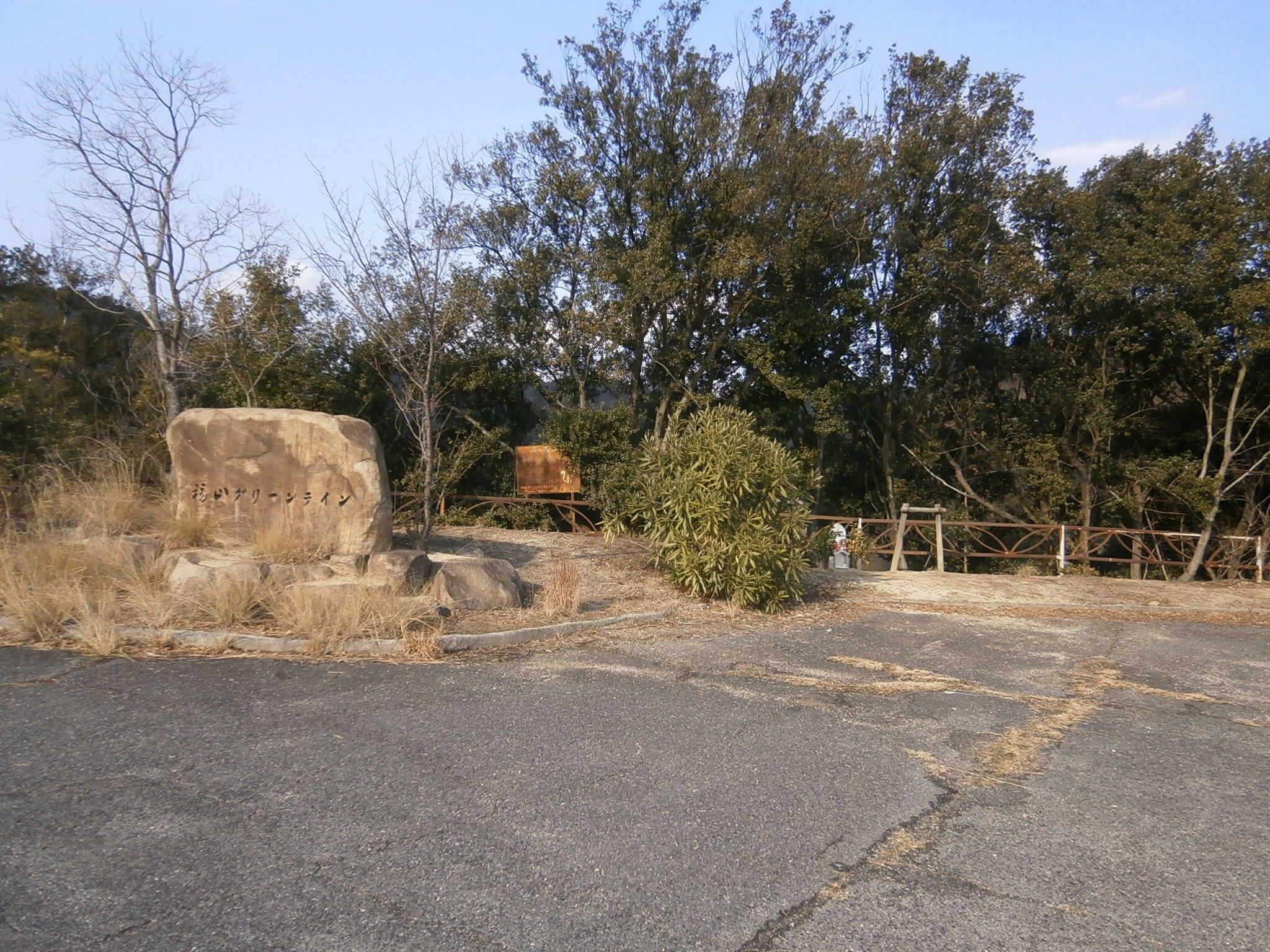
遺体遺棄現場となった展望台駐車場の「福山グリーンライン」石碑付近。現在は石碑の脇に慰霊のための母子観音像が安置されている。（2013年撮影）

福山市木之庄町在住のT（当時44歳）は、2月13日午後4時ごろ、自分が指導している少年野球チームのメンバーである小学校3年生の男子児童（当時9歳）を小学校から下校途中に「バレンタインデーのチョコレートを買ってあげる」と誘い出した。なおTは男子児童の父親（福山市議会議員だった）の後援会メンバーでもあったことから親子で面識があり、Tの自宅は男子児童が通っていた小学校の南隣にあった。
自動車で市内のデパートなどを連れまわしたが、およそ1時間後の午後6時半ごろ、家に帰りたいと訴えだした児童を福山市郊外の山中にある県道「福山グリーンライン」の沼隈郡沼隈町（現在は福山市）能登原の展望台駐車場で自分のネクタイで首を絞め殺害し、遺体を石碑のそばの斜面から遺棄した。車に酔って泣き出した児童を看護するそぶりを見せながら、いきなり首にネクタイを巻きつけ、両手で力いっぱい締め付けて殺害したのである。
殺害後の午後7時50分に、児童の自宅に身代金を要求する電話をかけ、キャッシュカードと現金を要求した。Tは逮捕までに8回電話したが、児童が生存しているかのように装っていた。まず、児童の学生帽を福山城北の駐車場脇の公衆便所に置き、ついで14日午前3時55分に福山八幡宮の駐車場に駐車している軽自動車の下にキャッシュカードと現金15万円と児童の着替えを入れた風呂敷を置かせた。なお城と神社はTと被害者宅の間に所在していた。犯人の声が備後訛りの聞き覚えのあるものであったことから、父親は正体に気付き始めていた。
午前4時2分頃に乗用車で奪取したが、捜査員が目撃しており即座に所有者がTであることが判明した。午前4時15分に父親に8回目の電話を掛け銀行口座に追加して1000万円を振り込むように脅迫したが、この時公衆電話からかけていると逆探知に成功し緊急配備していたところ、午前4時25分に野上町で身柄を確保した。Tは最初は黙秘したが、午後9時30分に犯行を自供し、被害者の遺体も発見された。なおTは逮捕までに奪取した現金15万円のうち5万円を知人からの借金の返済にあてていた。

## 逮捕後
この事件では顔見知りの大人による犯行であったことから、「見知らぬ大人に声をかけられても、ついていかないように」という親が児童に対するしつけが、こうした場合には無力であったという指摘があった。
裁判では犯人が信用している児童を騙し誘拐したうえに殺害後に身代金を要求し成功しているなど、犯行態度が極めて悪質であるとして一審の広島地方裁判所福山支部は1985年（昭和60年）7月17日に死刑を言い渡した。その後、Tは控訴・上告したが、1986年（昭和61年）10月21日に広島高裁で控訴が、1991年（平成3年）6月11日に最高裁で上告がそれぞれ棄却され、死刑が確定した。Tは拘置中に死刑囚と支援者の集まりである「日本死刑囚会議・麦の会」に加わり、1986年（昭和61年）、同会に手記を寄せている。1998年（平成10年）11月19日に広島拘置所において刑が執行された。
被害児の父親は1993年（平成5年）5月発売の雑誌『諸君!』（1993年〈平成5年〉6月号、文藝春秋社）に、殺人事件被害者遺族の立場から死刑制度存置を支持する論考を寄稿している。